# Parque de Lu Xun (Shanghái)
El Parque de Lu Xun (en chino simplificado 鲁迅公园, en tradicional 魯迅公園, en pinyin Lǔ Xùn Gōngyuán), anteriormente conocido como Hongkou, es un parque público chino ubicado en el Distrito de Hongkou, Shanghái, sobre el 146 de East Jiangwan Road, detrás del Hongkou Football Stadium.

## Historia
En el vigesimosegundo año de Guangxu (1896), la Oficina de Construcción del Asentamiento Internacional de Shanghái compró un terreno rural de 158.000 m² fuera de sus fronteras e inició la construcción de un campo de tiro para los grupos comerciales internacionales. Siguiendo el estilo de los parques deportivos de Glasgow, y diseñado por un diseñador de jardines ingleses, el parque fue nombrado Parque de Atracciones de Hongkou, en 1905 fue reconstruido como Parque de Deportes de Hongkou y Campo de Tiro, y finalmente en 1922 fue renombrado como Parque Hongkou.
Dedicado a Lu Xun, en el parque se encuentra su mausoleo.